# 弗伦斯堡大学
弗伦斯堡大学，全称弗伦斯堡欧洲大学  (德語：Europa-Universität Flensburg) 是位于德国弗伦斯堡市的一所大学，成立于1994年，是德国最北端的大学。尽管拥有完整的大学地位和授予博士学位的权利，弗伦斯堡大学主要提供教育和社会科学的其他领域的课程。
特色包括与南丹麦大学合作开设的德语-丹麦语学习课程。
学校现有固定职工200人，客座教授、讲师400余人。2006/2007冬季学期，大学共收到约4,200份名额申请，排名第一的是教育学学士课程，其次是国际管理学士课程。